# Ahmed Adnan Saygun
Ahmed Adnan Saygun (ahˈmed adˈnan sajˈɡun; İzmir, 1907. szeptember 7. – Isztambul, 1991. január 6.) török zeneszerző, zenetudós és zenei szakíró. Egyike annak az öt zeneszerzőnek, akiket „a török Ötök” néven emlegetnek, és akik a nyugati klasszikus zene úttörői voltak Törökországban. Művei mutatják, hogy a nyugati klasszikus zene mestere volt, ugyanakkor a hagyományos török népzene és népi kultúra motívumait is felhasználta. Élete során öt szimfóniát, öt operát, két zongoraversenyt, egy-egy hegedű-, brácsa- és csellóversenyt szerzett, emellett számos kamarazenei és kórusművet is.
A The Times „a török zene nagy öregjének” nevezte, aki „az volt országának, ami Finnországnak Jean Sibelius, Spanyolországnak Manuel de Falla és Magyarországnak Bartók Béla”. Saygun abban az időben nőtt fel, amikor Törökországban radikális politikai és kulturális változások zajlottak, annak köszönhetően, hogy Mustafa Kemal Atatürk reformjai nyomán az Oszmán Birodalom helyét egy új, nyugati modellekre alapozott, szekuláris köztársaság vette át. Miközben Atatürk új kulturális identitást adott népének és újonnan alapított nemzetének, Saygun megtalálta a saját helyét Atatürk nagy műve építésében.

## Élete
Ahmed Adnan Saygun 1907-ben született İzmirben, ami akkor az Oszmán Birodalom része volt, ma Törökországban található. A városban gyakran adtak hangversenyt az oszmán katonazenekarok; ezek és a kamarazenekarok által előadott nyugati klasszikus zenei művek hatására kezdett el Saygun már az általános iskolában zeneórákat venni. Gyermekkorától tanult zongorán, az oszmán kori rövid nyakú lanton és az údon, tizennégy évesen pedig már zenét szerzett. Apja, aki matematikatanár, emellett a vallás és irodalom tudósa is volt, már korán megtanította angolul és franciául, valamint a világ vallásainak ismeretére is. Saygun tanulmányai alapján képes volt lefordítani a nagy francia enciklopédia zenei fejezeteit, hogy létrehozzon egy török nyelvű zenei enciklopédiát. Középiskolában az iskola mellett magánúton és egy gyerekkorában kapott zeneelméleti könyvből is folytatta zenei tanulmányait. 1926-ban, csak két évvel a középiskola elvégzése után középiskolai zenetanárrá nevezték ki İzmirben.
1928-ban már országos szinten elismerték, és a török állam finanszírozta, hogy Franciaországban tanulhasson. A Schola Cantorum de Paris-ban zeneszerzést tanult Vincent d’Indytől, zeneelméletet és ellenpontozást Eugène Borreltől, orgonálást Edouard Souberbielle-től és gregorián éneket Amédée Gastoué-től, emellett megismerte a késő romantikus zenét és a francia impresszionizmust. Ezalatt az idő alatt írta meg első nagy zenekari művét, a Divertimentót. Ezzel 1931-ben díjat nyert Párizsban; a művet még ebben az évben nagy sikerrel adták elő Lengyelországban és a Szovjetunióban is. 1931-ben visszatért Törökországba, ahol egy Atatürk által alapított új intézmény zenetanára lett; az intézmény célja az volt, hogy az új művészeti törvénynek megfelelően képezzen zenetanárokat. Ehhez a korábbi képzést át kellett alakítani, hogy megfeleljen a nyugati zenei követelményeknek.
1934-ben a híres Elnöki Szimfonikus Zenekar karmesterévé nevezték ki. Ugyanebben az évben Atatürk felkérte Saygunt az első török opera megírására. Mivel Saygun lelkes híve volt Atatürknek, örömmel vette a javaslatot és két hónap alatt be is fejezte Özsoy című operáját, melynek műve a török és az iráni nép közti történelmi barátság. Az Özsoy sikere után Atatürk arra kérte Saygunt, hogy írjon újabb operát, a törökök hősiességéről és Atatürk elkötelezettségéről országa és népe iránt. Saygun gyorsan, még abban az évben elkészült második, Taşbebek című operájával. Ekkortól számít Saygun az újonnan alapított köztársaság legjelentősebb zenei alakjának: az ország zenei jelképévé vált, életét és műveit népének és országának szentelte.
Az operák megírása után az Ankarai Állami Konzervatórium alapítója, Paul Hindemith hanyagolni kezdte Saygunt, ő ezért Isztambulba költözött, és az Isztambuli Városi Konzervatórium zenei karánál kezdett dolgozni. 1936-ban Bartók Béla Törökországba látogatott, hogy a helyi népzenét tanulmányozza. Saygun elkísérte Bartókot az országban tett utazásaira, számos népdalt gyűjtöttek és jegyeztek le Anatólia déli részén, Osmaniye körzetének területén (Osmaniye tartomány). Az utazás során Saygun alaposan megismerte Bartók zeneszerzési stílusát, sokat tanult a vonósnégyesekről, és közeli barátokká is váltak.
1939-ben visszahívták Ankarába, hogy tovább népszerűsítse a nyugati zenét. Egy évvel később megalapította a Ses ve Tel Birliği nevű szervezetet, amely országszerte rendezett hangversenyeket és még szélesebb körben ismertette meg az emberekkel a nyugati klasszikus zenét.
Saygun nemzetközi hírneve még tovább nőtt 1946-ban, amikor bemutatta Yunus Emre című oratóriumát. Az egyórás mű négy szólóénekesre, kórusra és nagy zenekarra íródott, és Yunus Emre 13. századi anatóliai misztikus költő verseit dolgozza fel török népdalok felhasználásával, bár posztromantikus stílusban íródott. 1947-es ankarai premierje óta a művet öt nyelvre fordították le és világszerte számos helyen előadták, közte az NBC Szimfonikus Zenekara is angol nyelven, az ENSZ-székházában 1958-ban, Leopold Stokowski vezényletével. Ugyanebben az évben Saygunt kitüntették az olasz Stella della solidarietàval és a Jean Sibelius Zeneszerzői Díjjal.
A Yunus Emre sikere arra ösztönözte Saygunt, hogy további nagyszabású műveket írjon. Az 1950-es években három új operát szerzett, megírta első két szimfóniáját, egy zongoraversenyt és számos kamarazenei művet. Első vonósnégyesre írt művének párizsi (1954), valamint a másodiknak a New York-i premierje (1958) a Juilliard String Quartet előadásában további nemzetközi hírnevet hozott neki. Ezeket a műveit három további szimfónia, hegedű- és brácsaversenyek, valamint egy harmadik zongoraverseny és egy harmadik vonósnégyesre írt mű követte (a negyedik befejezetlen maradt halálakor).
Saygunt nemcsak zeneszerzőként, hanem zenetudósként is ismerték, számos könyvet írt a zene tanításáról, emellett népzeneszakértő és zenetanár is volt. Nagy hatást gyakorolt a nyugati stílusú klasszikus zene alakulására Törökországban és számos új konzervatórium alapításához hozzájárult. Az Országos Oktatásügyi Tanács, valamint a Török Rádiós és Televíziótanács tagja is volt. 1972-től haláláig zeneszerzést és népzenetudományt tanított az Isztambuli Városi Konzervatóriumban (melyet 1986-ban átneveztek Török Állami Konzervatóriummá). 1991-ben bekövetkezett halála után az ankarai Bilkent Egyetemen megalapították az Ahmed Adnan Saygun Központot, ahol eredeti kéziratait és levelezését őrzik.
Műveit olyan zenekarok játszották, mint az NBC Szimfonikus Zenekara, a Bécsi Filharmonikusok, a Bécsi Szimfonikus Zenekar, a Berlini Szimfonikus Zenekar, a Müncheni Filharmonikusok, a Bajor Rádió Zenekara, az NDR Radiophilharmonie Hannoverben és sokan mások.
A német CPO zenekiadó 2007-ben, Saygun születésének 100. évfordulójára kiadott egy sorozatot műveiből: az öt szimfóniát, az első két zongorahangversenyt, a hegedű-, brácsa- és csellóversenyt, az anatóliai szvitet és a négy, vonósnégyesre írt művet.
Emre Araci török zenetörténész 2001-ben részletes életrajzot jelentetett meg Adnan Saygunról, művei katalógusával (Yapı Kredi Yayınları). Ez Aracinak az 1999-ben az Edinburgh-i Egyetemen írt PhD-disszertációján alapul.

## Művei

### Operák
- Op. 9  Özsoy (egyfelvonásos), 1934
- Op. 11 Taşbebek (egyfelvonásos), 1934
- Op. 28 Kerem (háromfelvonásos), 1947–52
- Op. 52 Köroğlu (háromfelvonásos, a Köroğlu-eposz alapján), 1973
- Op. 65 Gılgameş, 1964–1983

### Balettek
- Op.17 Bir Orman Masalı („Erdei mese”), 1939–43
- Op.75 Kumru Efsanesi („Kumru legendája”), 1986–89

### Zenekari
- Op.1 Divertimento (nagyzenekarra szaxofonnal és darbukával), 1930
- Op.10/b İnci könyve (szimfonikus elrendezés), 1944
- Op.13 Magic Dance, 1934
- Op.14 Suite for Orchestra, 1936
- Op.24 Halay, 1943
- Op.29 Symphony No. 1, 1953
- Op.30 Symphony No. 2, 1958
- Op.39 Symphony No. 3, 1960
- Op.53 Symphony No. 4, 1974
- Op.57 Ritual Dance, 1975
- Op.70 Symphony No. 5, 1985
- Op.72 Variations for Orchestra, 1985

### Vokális/kórusra-zenekarra
- Op.3 Laments (tenorszólóra és férfikórusra), 1932
- Op.6 Kızılırmak Türküsü (népdal szoprán hangra), 1933
- Op.16 Masal Lied (baritonszólóra), 1940
- Op.19 Cantata in the Old Style (szólókra és kórusra), 1941
- Op.21 Geçen Dakikalarım (baritonszólóra), 1941
- Op.23 Négy népdal, 1945
- Op.26 'Yunus Emre' Oratórium (szólókra, kórusra és zenekarra), 1942
- Op.41 Tíz népdal, 1968
- Op.54 Laments - Book II (tenor solo, male voices), 1974
- Op.60 Mediations on Men I, 1977
- Op.61 Mediations on Men II, 1977
- Op.63 Mediations on Men III, 1983
- Op.64 Mediations on Men IV, 1978
- Op.66 Mediations on Men V, 1978
- Op.67 Epics on Atatürk and Anatolia, 1981
- Op.69 Mediations on Men VI, 1984

### Versenyművek
- Op.34 Piano Concerto No. 1, 1952–58
- Op.44 Violin Concerto, 1967
- Op.59 Viola Concerto, 1977
- Op.71 Piano Concerto No. 2, 1985
- Op.74 Cello Concerto, 1987

### Kamarazene
- Op.4 Intuitions ( two clarinets), 1933
- Op.8 Percussion Quartet (clarinet, saxophone, piano, percussion), 1933
- Op.12 Sonata (piano-cello), 1935
- Op.20 Sonata (piano- violin), 1941
- Op.27 String Quartet No.1, 1947
- Op.33 Demet, Suite for violin and piano,1955
- Op.35 String Quartet No.2, 1957
- Op.37 Trio (oboe, clarinet, harp), 1966
- Op.43 String Quartet No.3, 1966
- Op.46 Wind Quintet, 1968
- Op.49 Deyiş "Dictum" (strings), 1970
- Op.50 Three Preludes (two harps), 1971
- Op.55 Trio (oboe, clarinet, piano), 1975
- Op.62 Concerto da Camera (strings), 1978
- Op.68 Three Folk Songs for Four Harps, 1983
- Op.78 String Quartet No.4-two movements, 1990

### Hangszeres
- Op.31 Partita for Cello,1954
- Op.36 Partita for Violin, 1961

### Zongora
- Op.2 Suite for Piano, 1931
- Op.10/a İnci's Book, 1934
- Op.15 Piano Sonatina, 1938
- Op.25 From Anatolia, 1945
- Op.38 Ten Etudes on "Aksak" Rhythms, 1964
- Op.45 Twelve Preludes on "Aksak" Rhythms,1967
- Op.47 Fifteen Pieces on "Aksak" Rhythms, 1967
- Op.58 Ten Sketches on "Aksak" Rhythms, 1976
- Op.51 Short Things, 1950–52
- Op.56 Ballade (two pianos), 1975
- Op.73 Poem for Three Pianos, 1986
- Op.76 Poem for Two Pianos, 1989?
- Op.77 Piano Sonata, 1990?

### Kórusművek
- Op.5 Népdal, 1933
- Op.7 Çoban Armağanı, 1933
- Op.18 Dağlardan Ovalardan, 1939
- Op.22 Bir Tutam Kekik, 1943, az utolsó szakasz: variációk a Kâtibimra
- Op.42 Impressions (három női hangra), 1935

### Vokális
- Op.32 Három ballada, 1955
- Op.48 Négy dallam, 1977

## Fordítás
- Ez a szócikk részben vagy egészben  az   Ahmed Adnan Saygun című angol Wikipédia-szócikk ezen változatának fordításán alapul.  Az eredeti cikk szerkesztőit annak laptörténete sorolja fel. Ez a jelzés csupán a megfogalmazás eredetét és a szerzői jogokat jelzi, nem szolgál a cikkben szereplő információk forrásmegjelöléseként.

## További irodalom
- Araci, Emre. 1997. "Reforming Zeal". The Musical Times 138, no. 1855 (September): 12–15.
- Miller, Philip L., and Franklin B. Zimmerman. 1959. "Current Chronicle: United States: New York". The Musical Quarterly 45, no. 1 (January): 88–95.
- Weldon, George. 1951. "Music in Turkey". Tempo, New Series, no. 20 (Summer): 29–30.
- Zimmerman, Franklin B. 1959. "Reports from Abroad: New York". The Musical Times 100, no. 1392 (February): 99.

## Külső hivatkozások
- Peermusic Classical: Ahmed Adnan Saygun Archiválva 2010. május 8-i dátummal a Wayback Machine-ben Composer's Publisher and Bio
- Discography